# 克拉托沃 (北马其顿)
克拉托沃是北馬其頓克拉托沃市鎮内的城镇及其行政中心。以其的橋樑而著稱。城镇人口数量为6,924人。